# Porjus
Porjus è un'area urbana della Svezia situata nel comune di Jokkmokk, contea di Norrbotten.
La popolazione rilevata nel censimento 2010 era di 328 abitanti .